# Rynek w Radomiu
Rynek w Radomiu – główny plac dzielnicy Miasto Kazimierzowskie, do XIX w. stanowiący centrum średniowiecznego miasta lokacyjnego. Z Rynku wybiegają ulice Wolność (w kierunku północnym), Krakowska (w kierunku południowym), Szpitalna i Żytnia (w kierunku zachodnim) oraz Grodzka, Rwańska i Szewska (w kierunku wschodnim).

## Historia

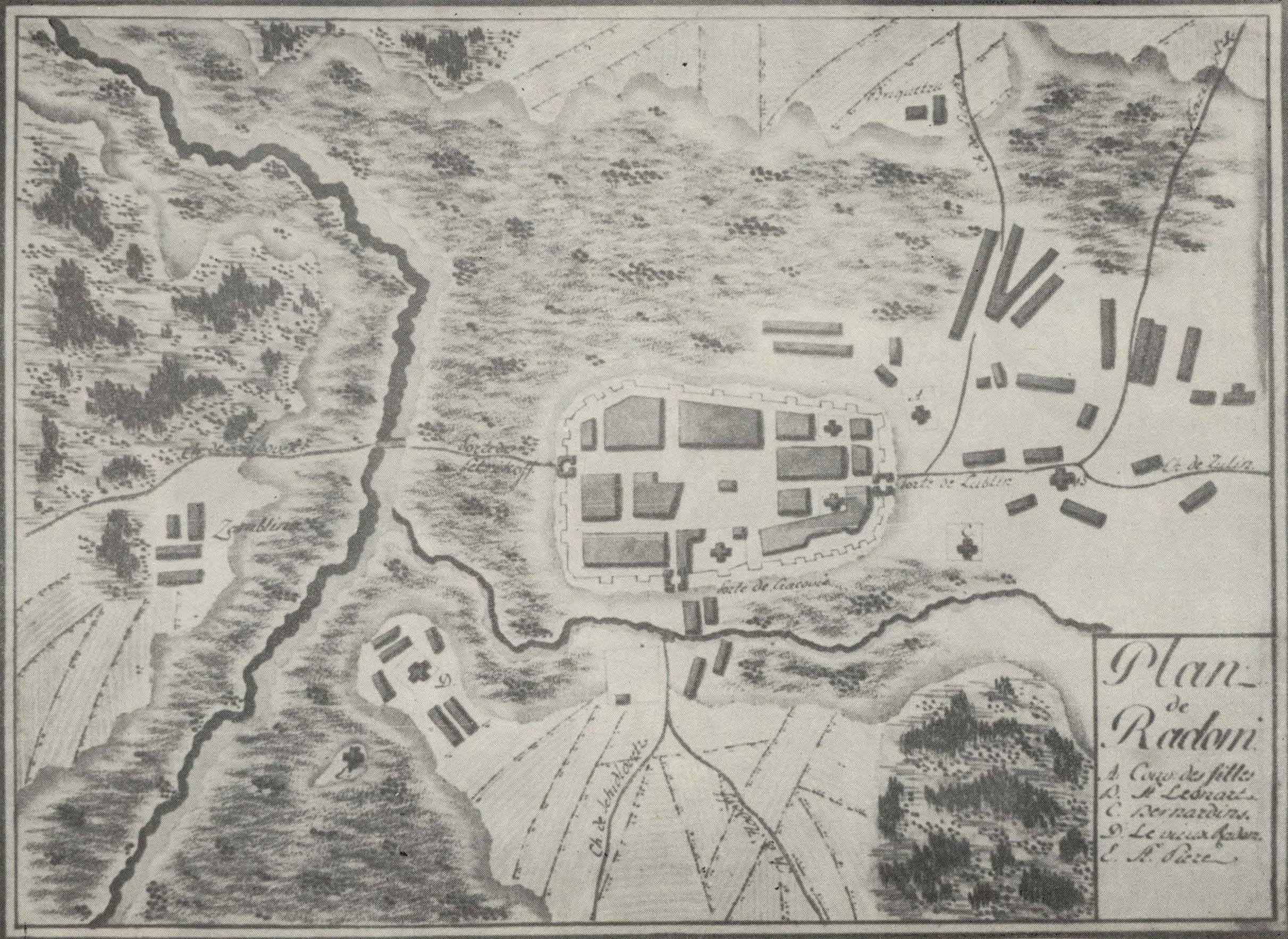
Plan Radomia z końca XVIII w. W centrum widoczny Rynek z ratuszem.

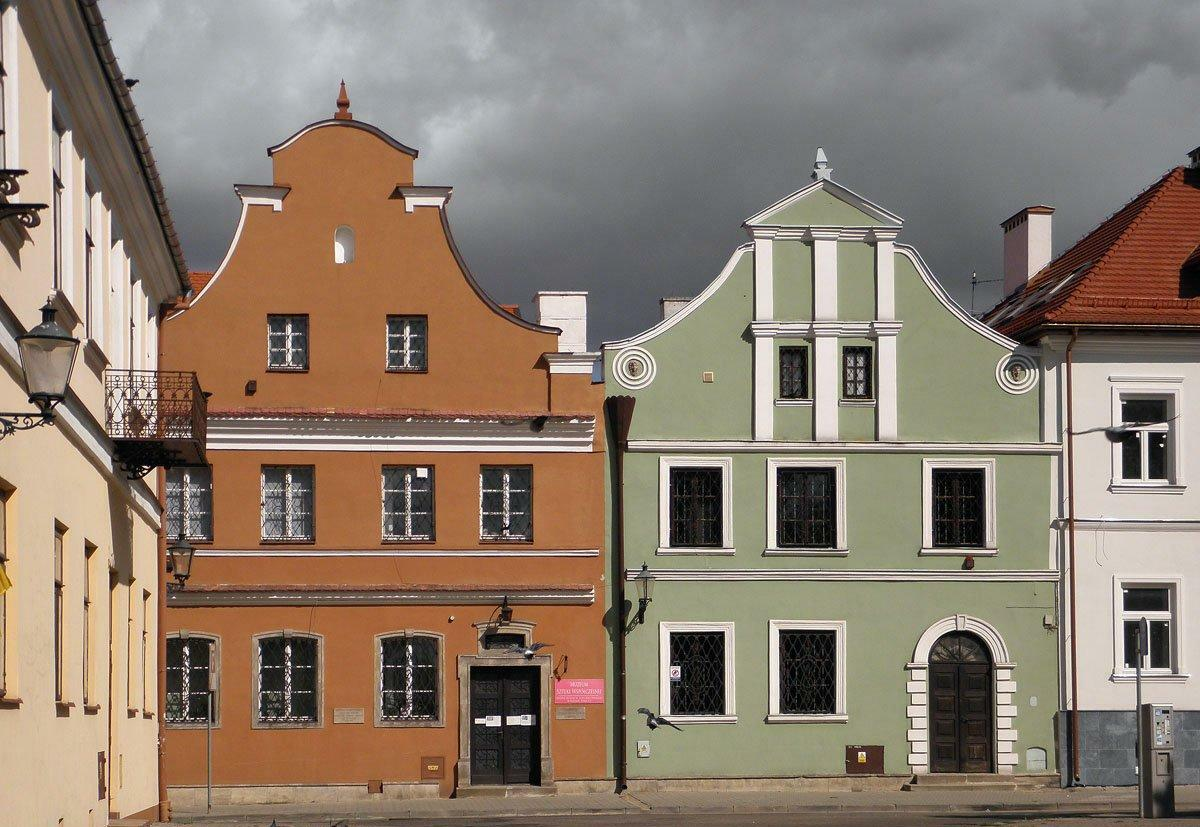
Domy Gąski i Esterki. Obecnie siedziba jednego z oddziałów Muzeum im. Jacka Malczewskiego.

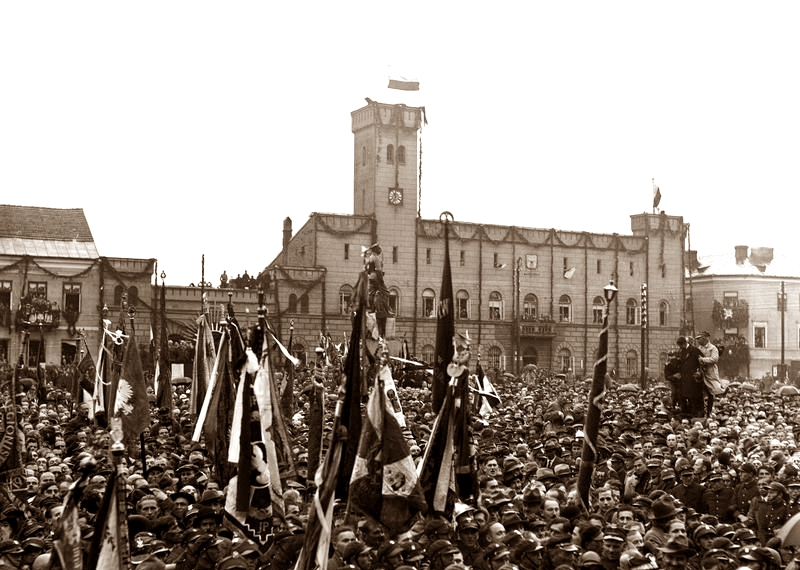
Odsłonięcie Pomnika Czynu Legionów podczas Zjazdu Legionistów w 1930 roku.

Wytyczenie radomskiego Rynku związane jest z panowaniem Kazimierza Wielkiego. W związku ze zniszczeniem Starego Radomia, prawdopodobnie podczas jednego z najazdów litewskich, władca ten dokonał w 1350 lub 1351 roku lokacji Nowego Radomia na prawie magdeburskim. Nowy ośrodek otrzymał regularne rozplanowanie odpowiadające programowi miasta średniowiecznego, z centralnie usytuowanym Rynkiem. Z każdego narożnika placu wychodziły dwie prostopadłe ulice. Na przełomie XIV/XV w. przez środek wschodniej pierzei Rynku poprowadzono ulicę Rwańską. Również w XIV w. wybudowano w zachodniej części rynku gotycki ratusz.
Początkowo zabudowa otaczająca plac była drewniana, zaś pierwsze domy murowane wystawiono już na przełomie XV i XVI w. (elementy gotyckich piwnic odkryto w przyziemiach domów Gąski i Esterki, usytuowanych w północnej pierzei Rynku). W tym samym czasie miasto otrzymało przywilej zezwalający na organizowanie w Radomiu jednego targu cotygodniowego oraz trzech dorocznych jarmarków – w dni św. Piotra i Pawła, św. Mikołaja i św. Michała. W II połowie XV w. radomski Rynek był scenerią wielu istotnych dla historii Polski wydarzeń, m.in. w 1489 roku wielki mistrz Zakonu Krzyżackiego Johann von Tieffen złożył królowi Kazimierzowi IV Jagiellończykowi hołd lenny. W 1567 roku w domach usytuowanych w Rynku mieszkało 40 osób. Zabudowa nie zmieniła charakteru aż do 1628 roku, kiedy to miasto nawiedził pożar. Mimo zniszczeń miasto odbudowało się stosunkowo szybko.
O typie zabudowy dominującym w Rynku w tamtym okresie dają wyobrażenie tzw. domy Gąski i Esterki – średniowiecze budynki mieszkalne, przebudowane w stylu barokowym w XVII wieku. Domy Gąski i Esterki to jedyne budynki usytuowane w Rynku, które przetrwały pożar i zniszczenie miasta w czasie Potopu szwedzkiego. Po Potopie miasto pogrążyło się w kryzysie. Jedyną większą budowlą Rynku pochodzącą z XVIII w. jest gmach kolegium Pijarów, usytuowany w południowej pierzei Rynku. Z tego stulecia pochodzą również kamienice pod nr 7 i 8. W 1790 roku przeprowadzono remont Starego Ratusza.
W pierwszych latach po III rozbiorze, kiedy to miasto znalazło się w zaborze austriackim, Rynek, podobnie jak i reszta miasta, był zdewastowany. Na głównym placu co prawda wciąż stał gotycko-renesansowy Ratusz, opodal którego stała studnia kryta gontowym, cebulastym hełmem, ale zabudowa mieszkalna ze względu na wiek i materiał (głównie drewniana) znajdowała się w bardzo złym stanie technicznym. Mimo że w czasach Księstwa Warszawskiego Radom był siedzibą władz departamentu, wygląd Rynku nie uległ większym zmianom. Zabudowa Rynku przeżyła rewolucję w okresie panowania rosyjskiego. W 1818 roku rozebrano stary Ratusz. W latach 1818–1820, już w okresie Królestwa Kongresowego, dokończono budowę gmachu Pijarów.
Wszystkie domy mieszkalne usytuowane wokół Rynku (oprócz domów Gąski i Esterki oraz kamienic pod nr 7 i 8) pochodzą z XIX w. Najciekawszym z nich jest wybudowany w latach 1824–1825 klasycystyczny pałac Andrzeja Deskura. W latach 1845–1848 wzniesiono według projektu Henryka Marconiego nowy budynek ratusza. Pod nowy gmach przeznaczono trzy parcele usytuowane w północnej pierzei Rynku, zajęte wcześniej przez drewniane budynki mieszkalne. Do nowego ratusza przylega budynek odwachu z 1819. Momentem przełomowym w historii Rynku było przyjęcie w 1822 roku planu regulacji miasta. Wytyczony wówczas wschodni kierunek rozwoju Radomia pozostawał aktualny przez ponad 150 lat i trwale przesunął centrum miasta w rejon dzisiejszego placu Konstytucji 3 Maja.

## Nazwa
Nazwa Rynku wielokrotnie ulegała zmianom:
- do 1923: Rynek
- 1923 – 1933: plac im. Tadeusza Kościuszki
- 1933 – 1939: plac Legionów
- 1939 – 1945: Rathausplatz
- 1945 – 1948: Rynek
- 1948 – 1955: plac 15 Grudnia
- 1955 – 1990: plac 800-lecia
- od 1990: Rynek

## Architektura

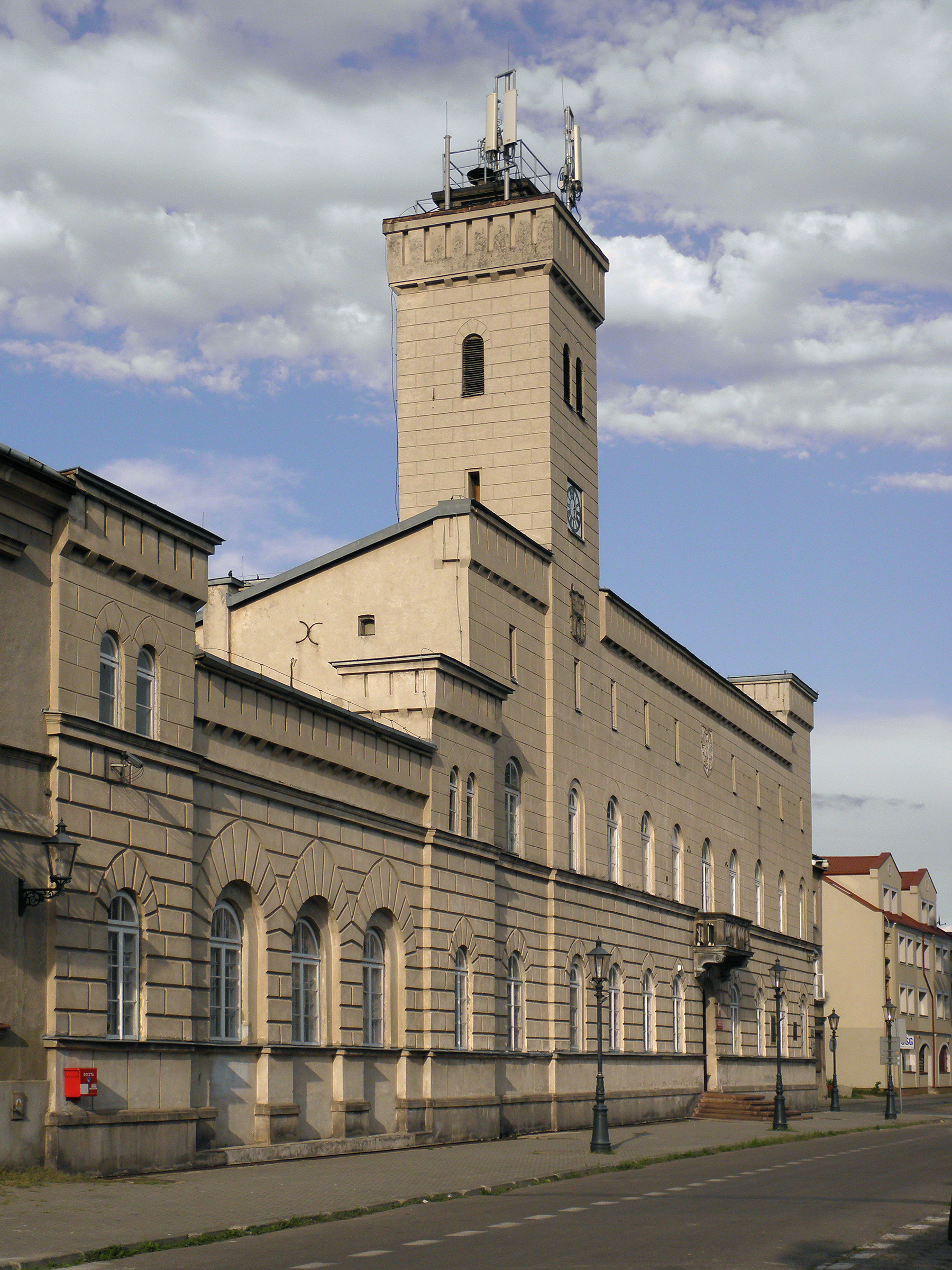
Budynek ratusza i odwachu.

Zabudowa radomskiego Rynku ukształtowała się głównie w XIX w. Wyjątek stanowi pięć obiektów wzniesionych w XVIII w. i wcześniej.
Najważniejsze obiekty:
- nr 1 – gmach Ratusza. Neorenesansowy budynek wzniesiony w latach 1845–1848, według projektu Henryka Marconiego. Do nowego ratusza przylega budynek odwachu z 1819[15].
- nr 4 – Dom Esterki. Barokowy dom z przełomu XVI i XVII wieku usytuowany w południowej pierzei Rynku. Zniszczony w czasie okupacji niemieckiej, odbudowany w latach 1954–1956[19].
- nr 5 – Dom Gąski. Barokowy dom z przełomu XVI i XVII wieku usytuowany w południowej pierzei Rynku. Według tradycji w 1656 mieszkał w nim król Szwecji, Karol X Gustaw (w czasie pobytu w Radomiu nie mógł zająć zamku królewskiego, spalonego wcześniej przez wojska szwedzkie). W budynku mieściła się pod koniec XVIII wieku jedna z pierwszych w mieście aptek należąca do Christiana Valentino[20].
- nr 11 – Kolegium i kościół oo. pijarów. Gmach usytuowany przy Rynku wznoszono etapami w latach 1737 – 1756 według projektu Antonia Solariego, nadwornego architekta królów z dynastii saskiej. Niedokończony budynek uzupełniono w latach 1818 – 1820 klasycystyczną fasadą od strony Rynku. W latach 1824 – 1825 wzniesiono murowany kościół pw. św. Jana Kantego. Obecnie siedziba Muzeum im. Jacka Malczewskiego[13].
- nr 14 - pałac Deskurów - budynek wzniesiony w latach 1824–1825 dla Andrzeja Deskura[21].

W rejestrze zabytków Narodowego Instytutu Dziedzictwa znajdują się również poniższe obiekty położone przy Rynku:
- nr 2 – dom, poł. XIX w..
- nr 6 – dom z oficyną, XVIII w.
- nr 7 – dom z oficyną, XVIII w.
- nr 8 – dom, 2. poł. XIX w.
- nr 9 – dom, pocz. XIX w.
- nr 10 – dom, kon. XIX w.
- nr 12 – dom z oficynami, 1824, 1. poł. XIX w.
- nr 13 – kamienica
- nr 15 – dom z oficyną, 1. poł. XIX w.
- nr 16 – dom z oficyną

Ponadto do Gminnej Ewidencji Zabytków Miasta Radomia wpisana jest kamienica przy Rynku nr 3.

## Pomniki
Centralne miejsce Rynku zajmuje Pomnik Czynu Legionów, odsłonięty w 1930 w obecności marszałka Józefa Piłsudskiego. Pomnik został usunięty przez hitlerowców w kwietniu 1940 roku, a w jego miejscu zbudowano basen przeciwpożarowy. W 1998 roku pomnik zrekonstruowano.

## Galeria
Zdjęcia współczesne

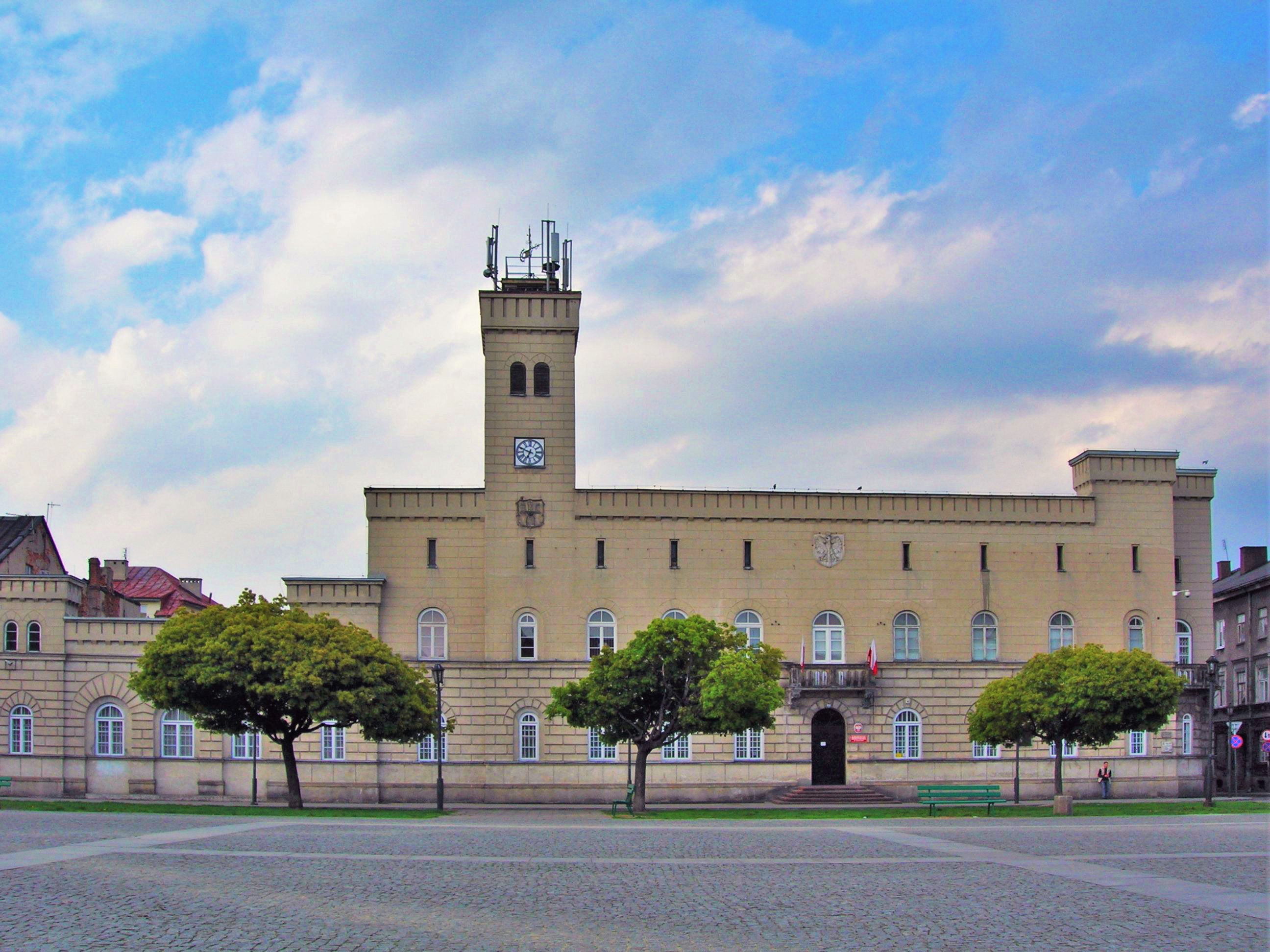
Nowy Ratusz i odwach (nr 1)
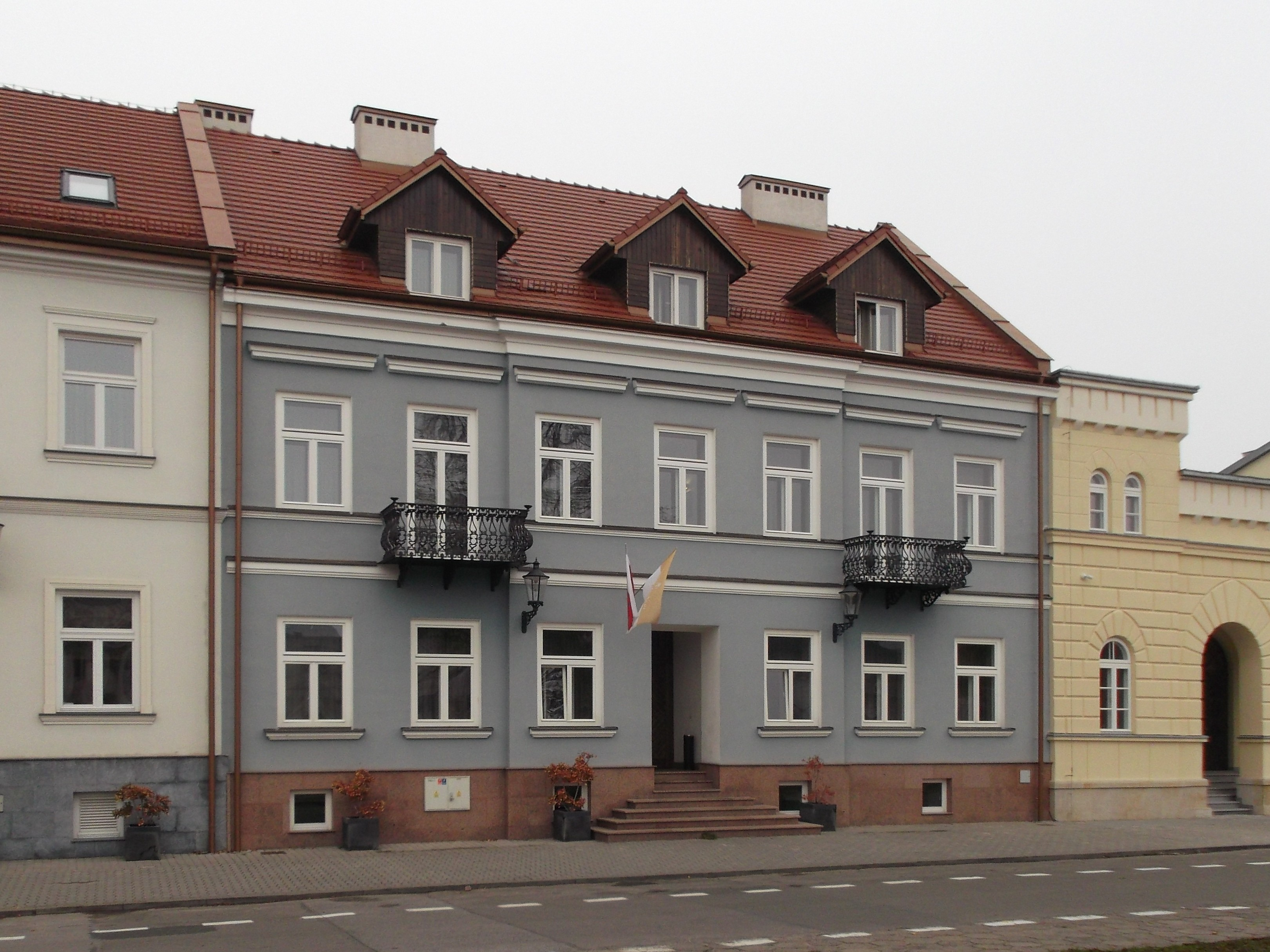
Dom (nr 2)
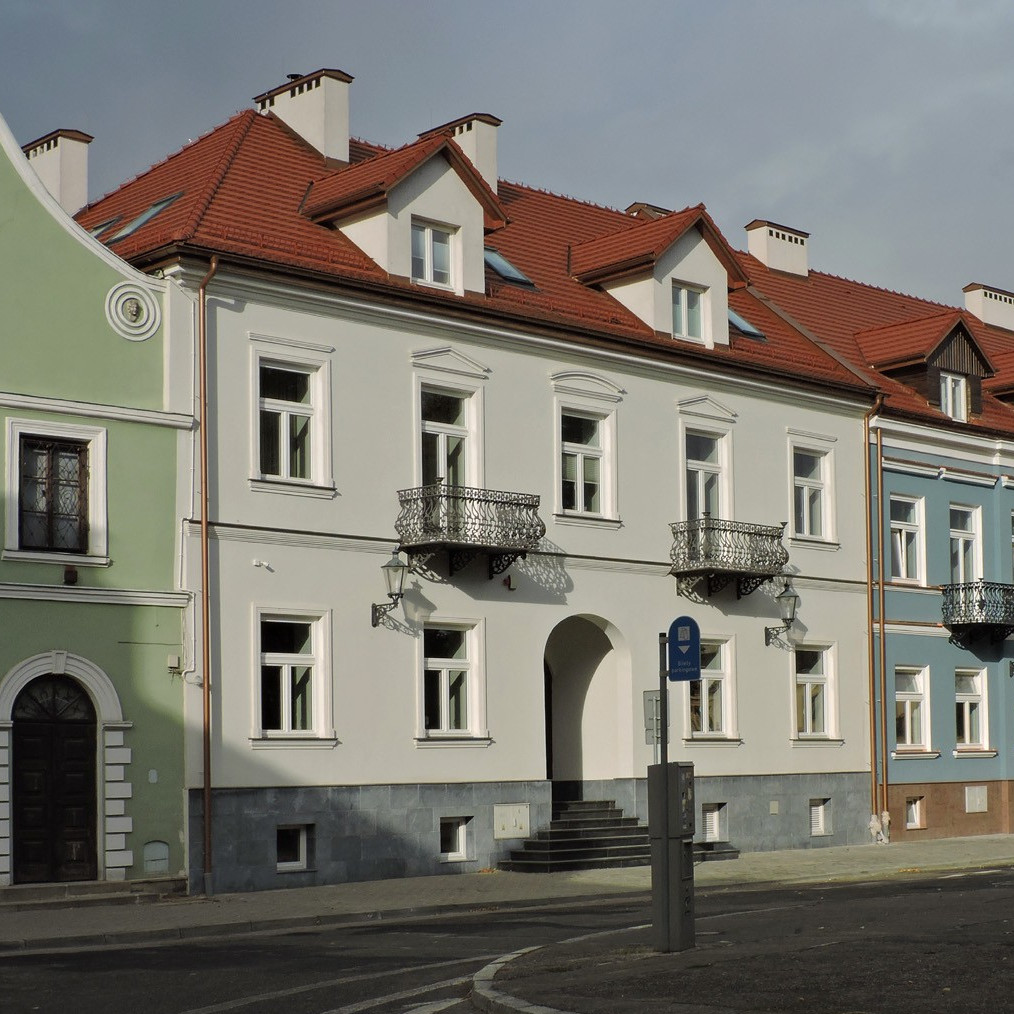
Dom (nr 3)
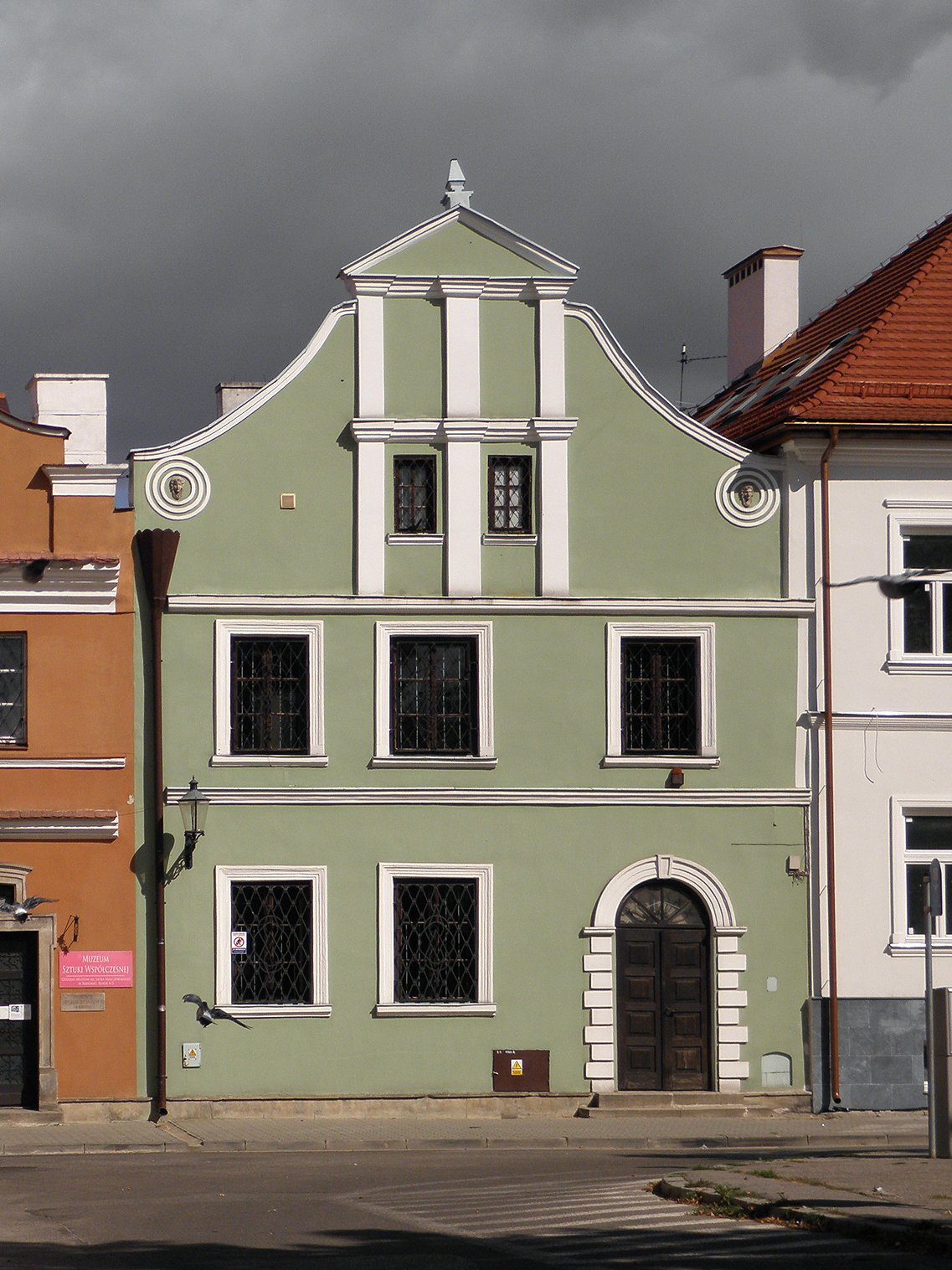
Dom Gąski (nr 4)
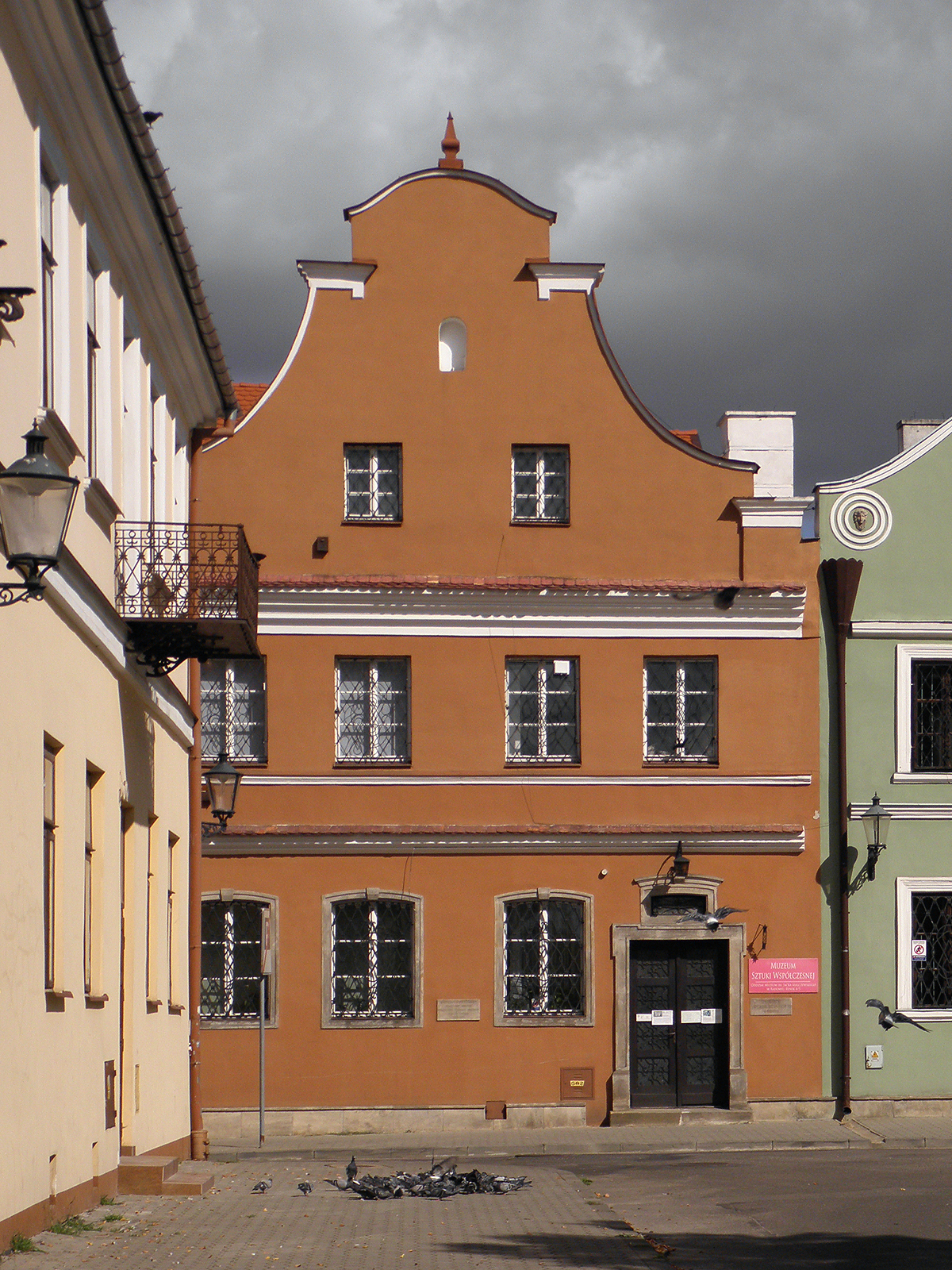
Dom Esterki (nr 5)
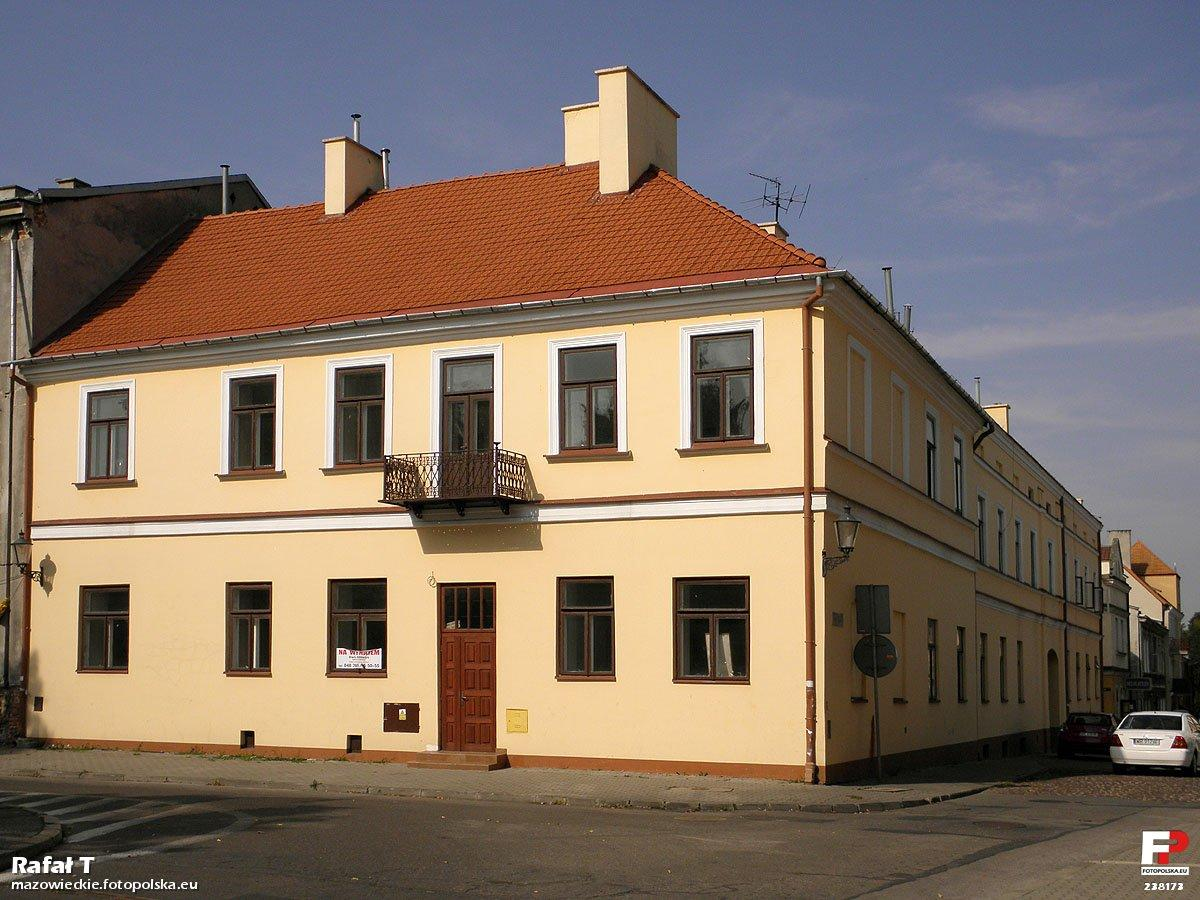
Dom z oficyną (nr 6)
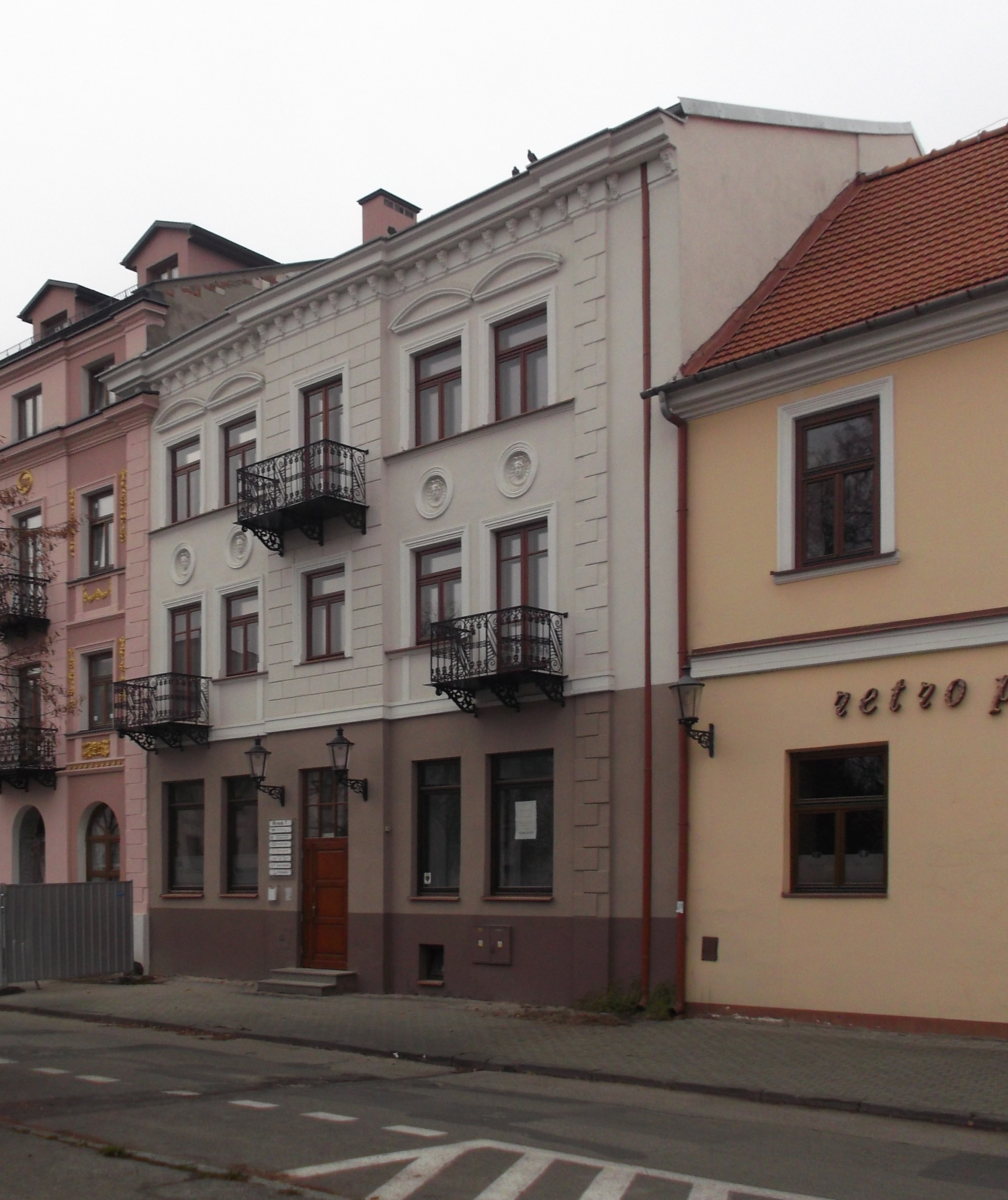
Dom z oficyną (nr 7)
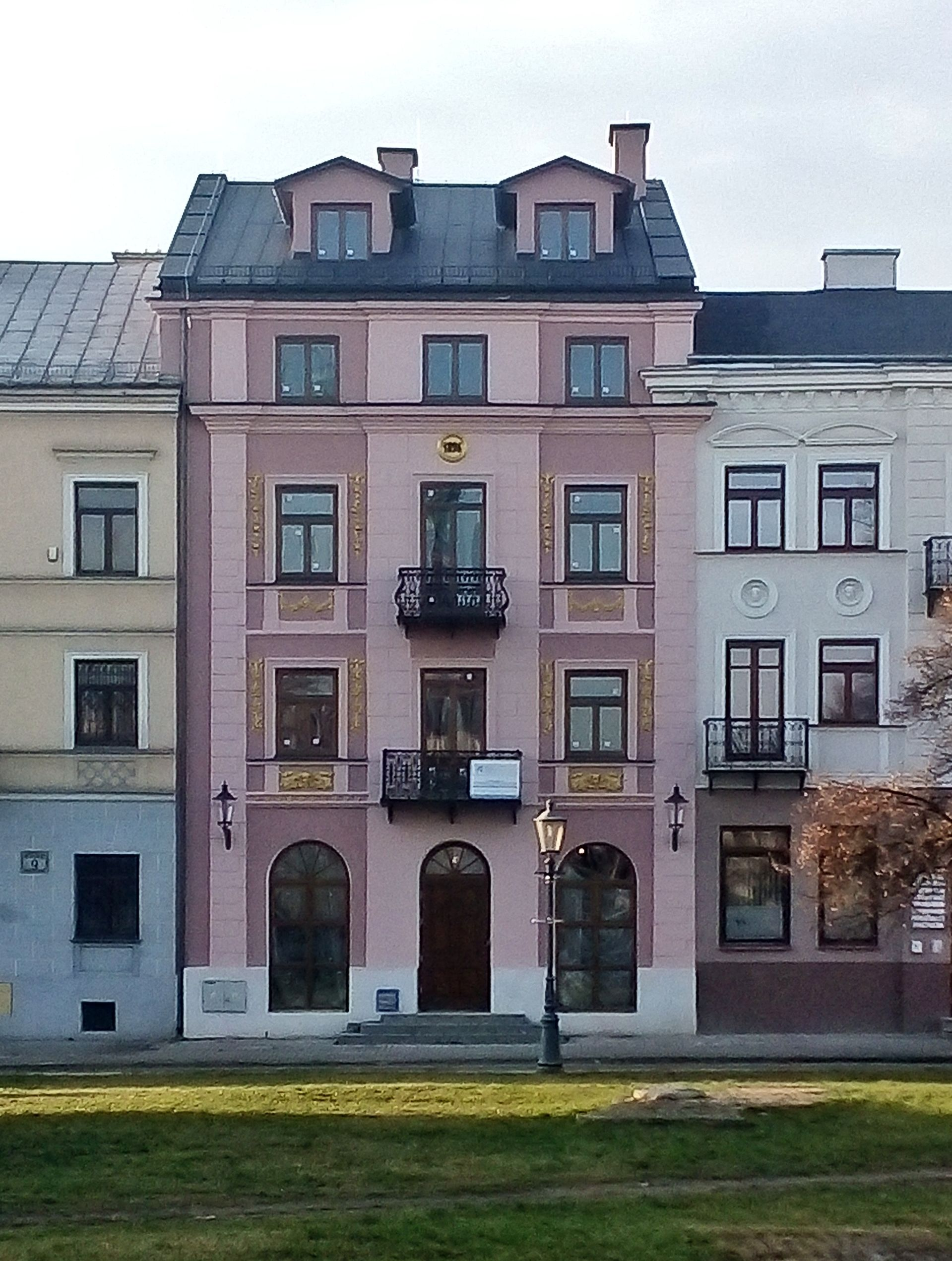
Dom Hoppenów (nr 8)
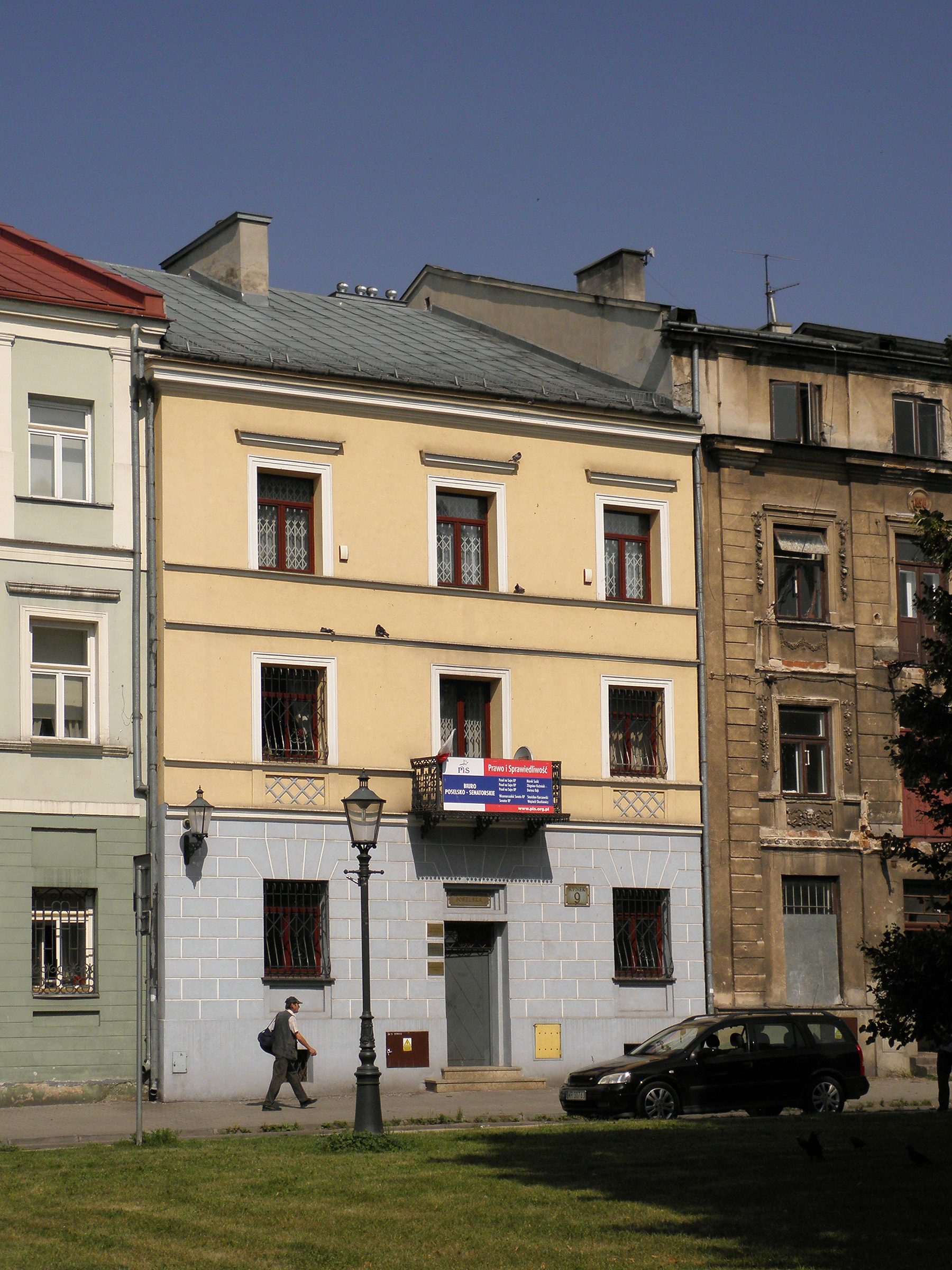
Dom (nr 9)
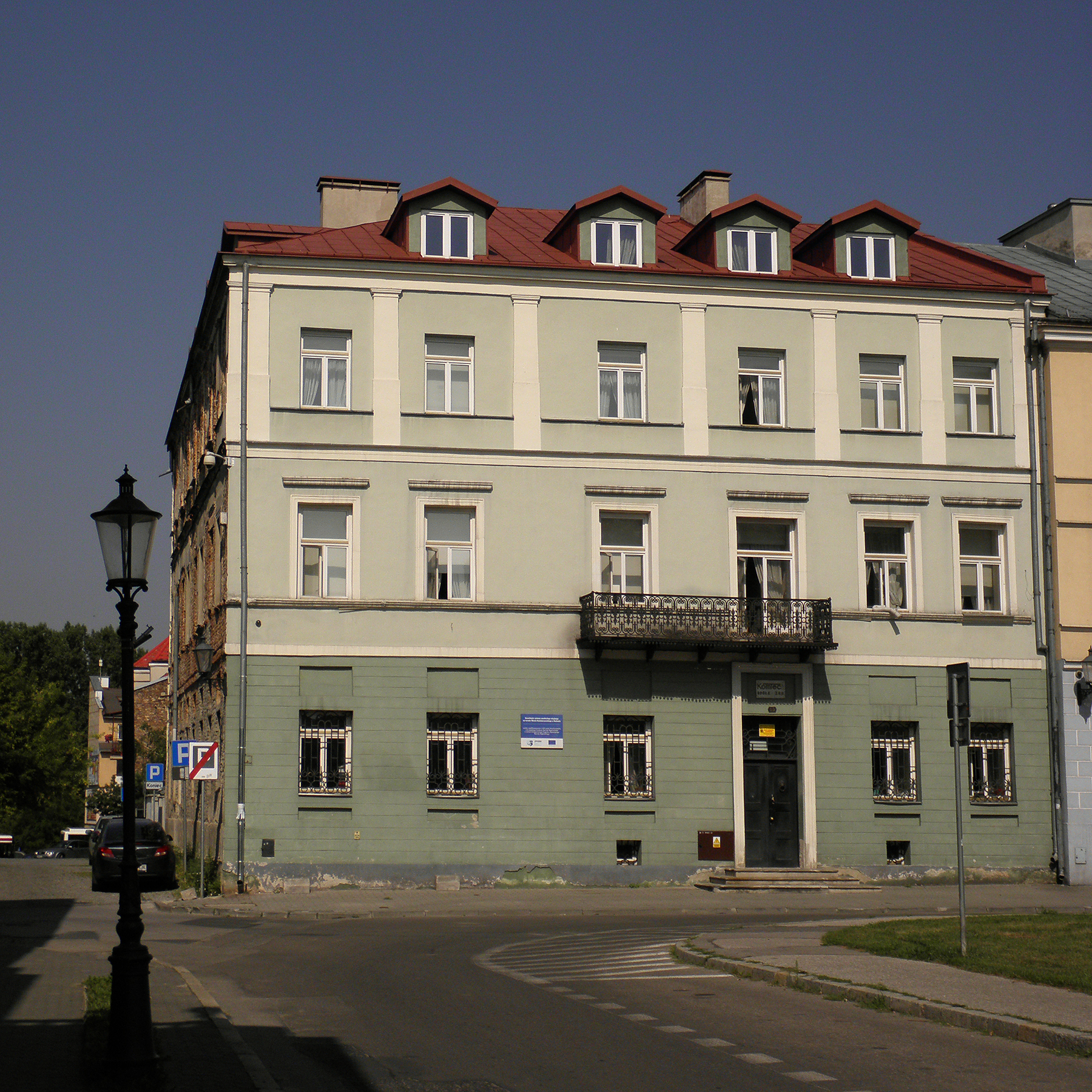
Kamienica (nr 10)
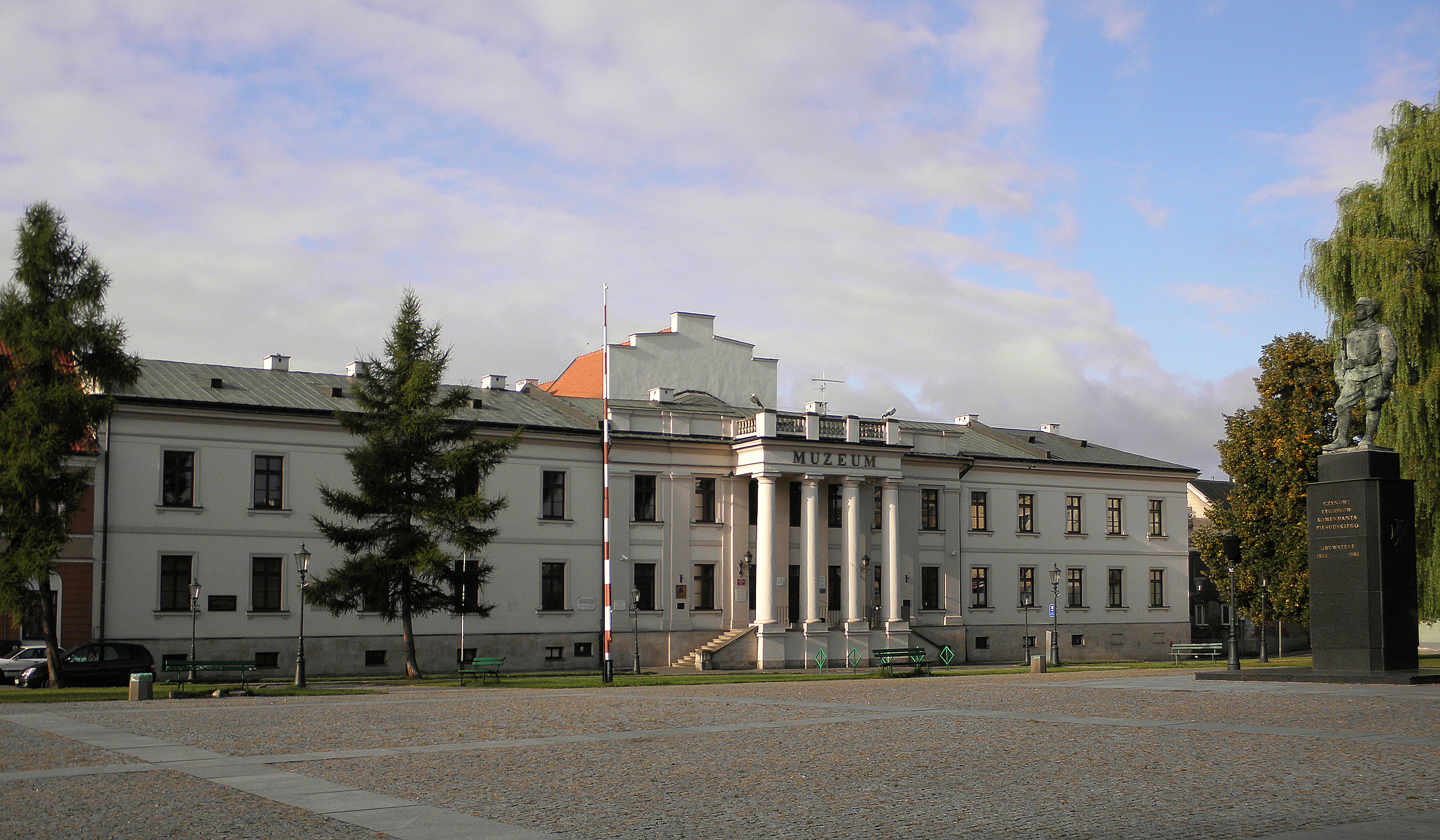
Kolegium Pijarów (nr 11)
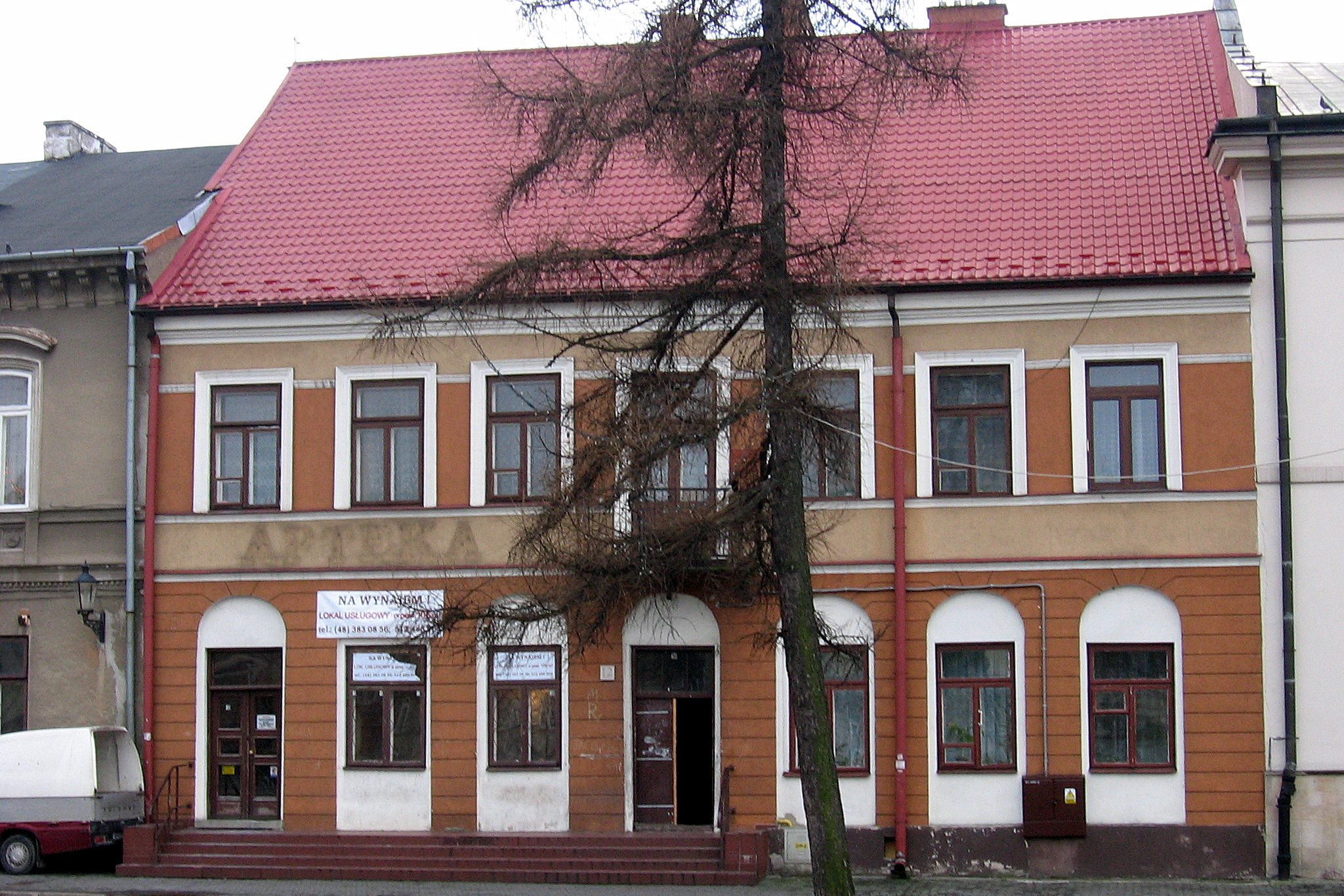
Dom z oficynami (nr 12)
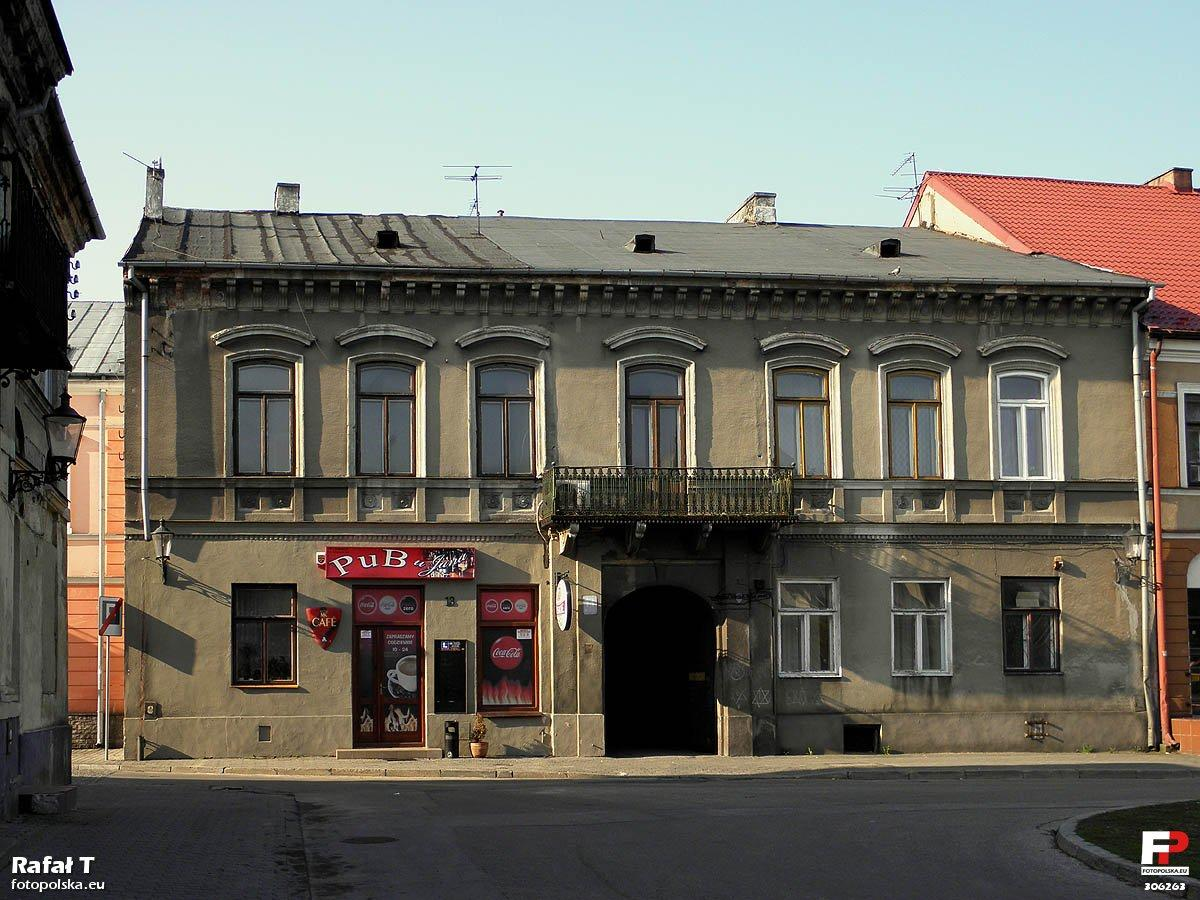
Kamienica (nr 13)
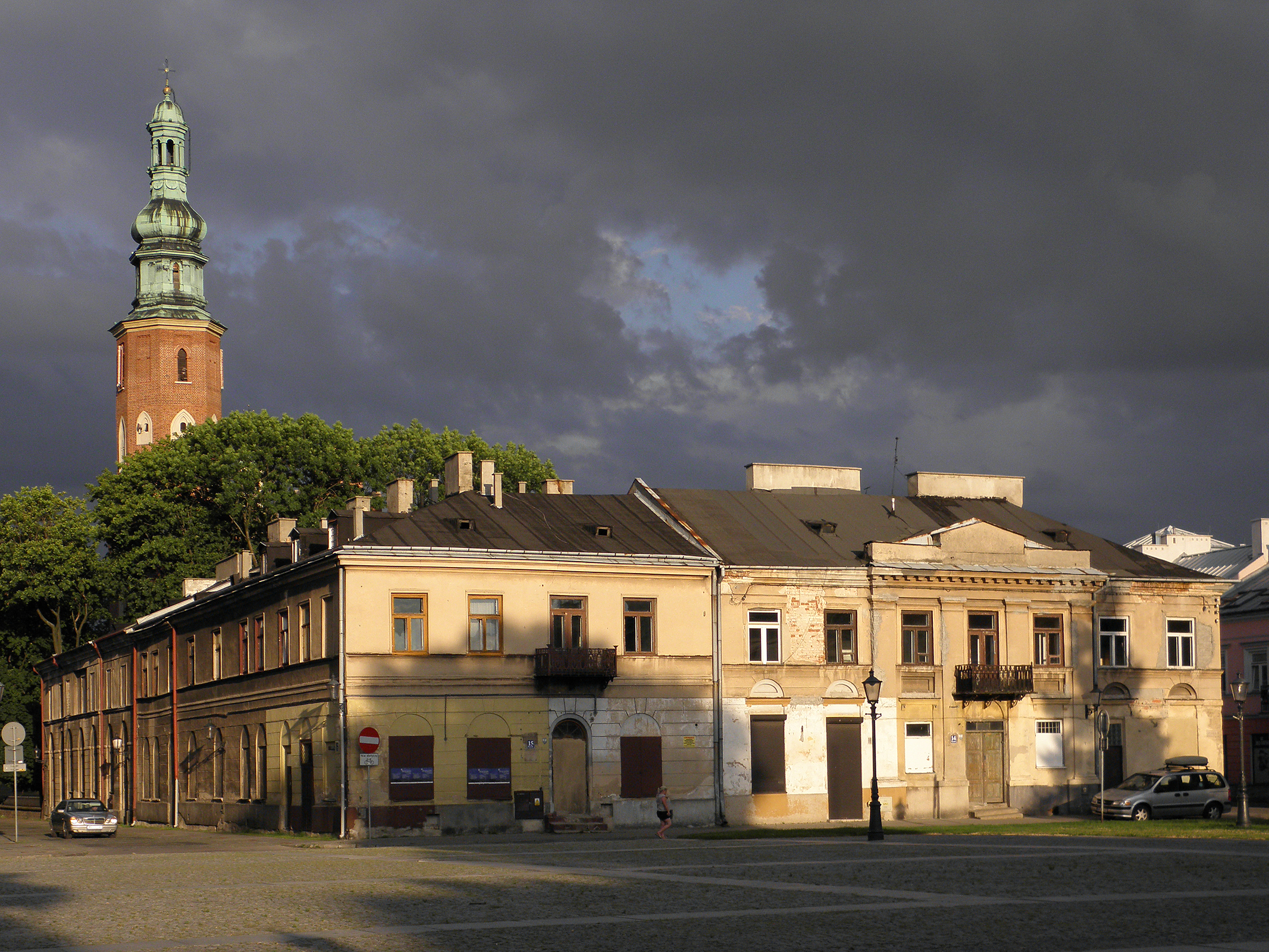
Kamienica Deskurów (nr 14)
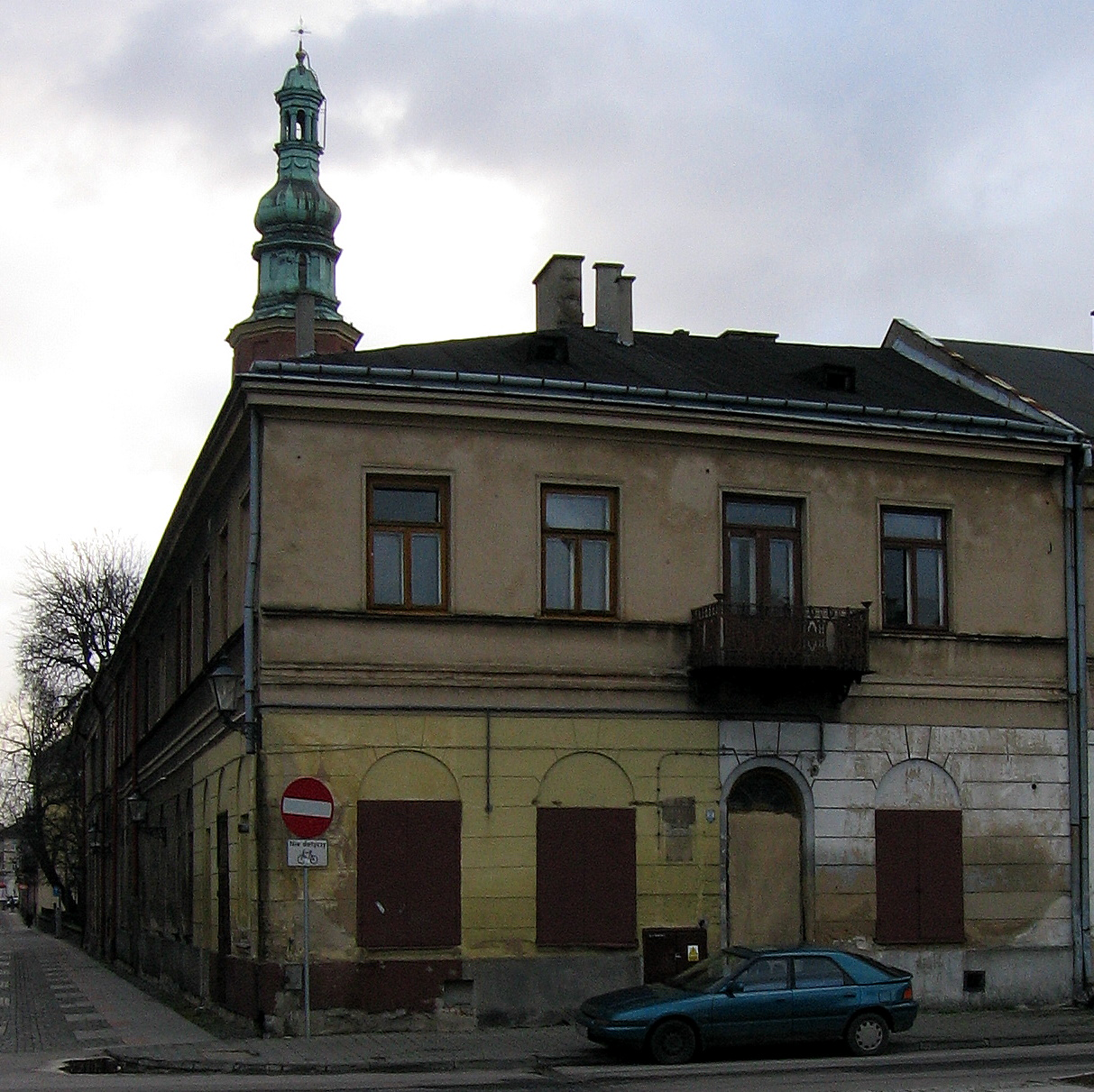
Kamienica Czarneckich (nr 15)
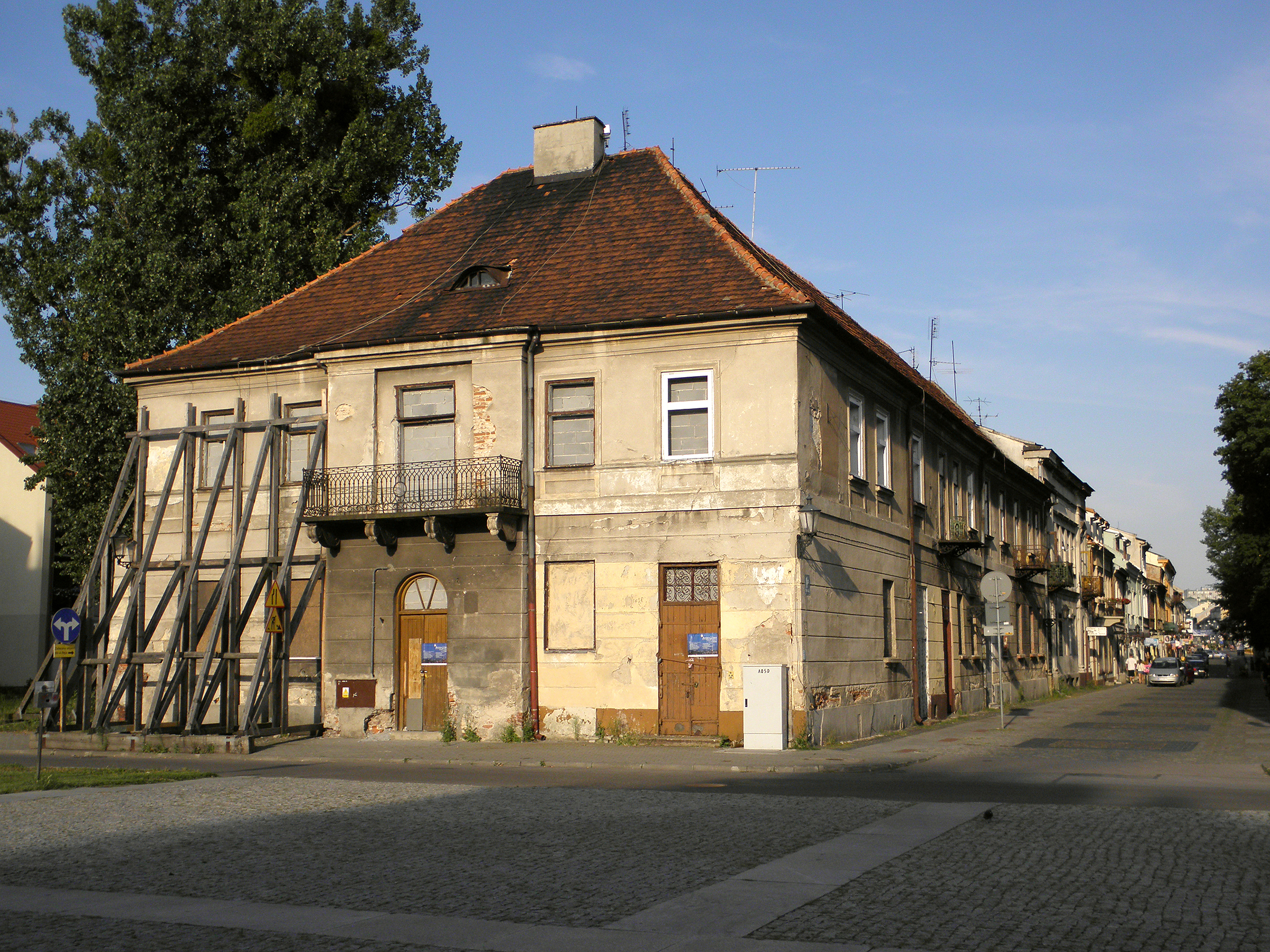
Dom z oficyną (nr 16)
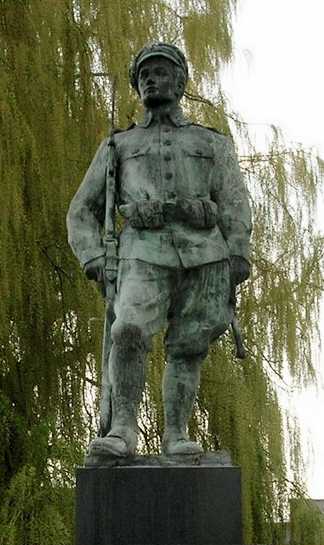
Pomnik Czynu Legionów

Widoki archiwalne

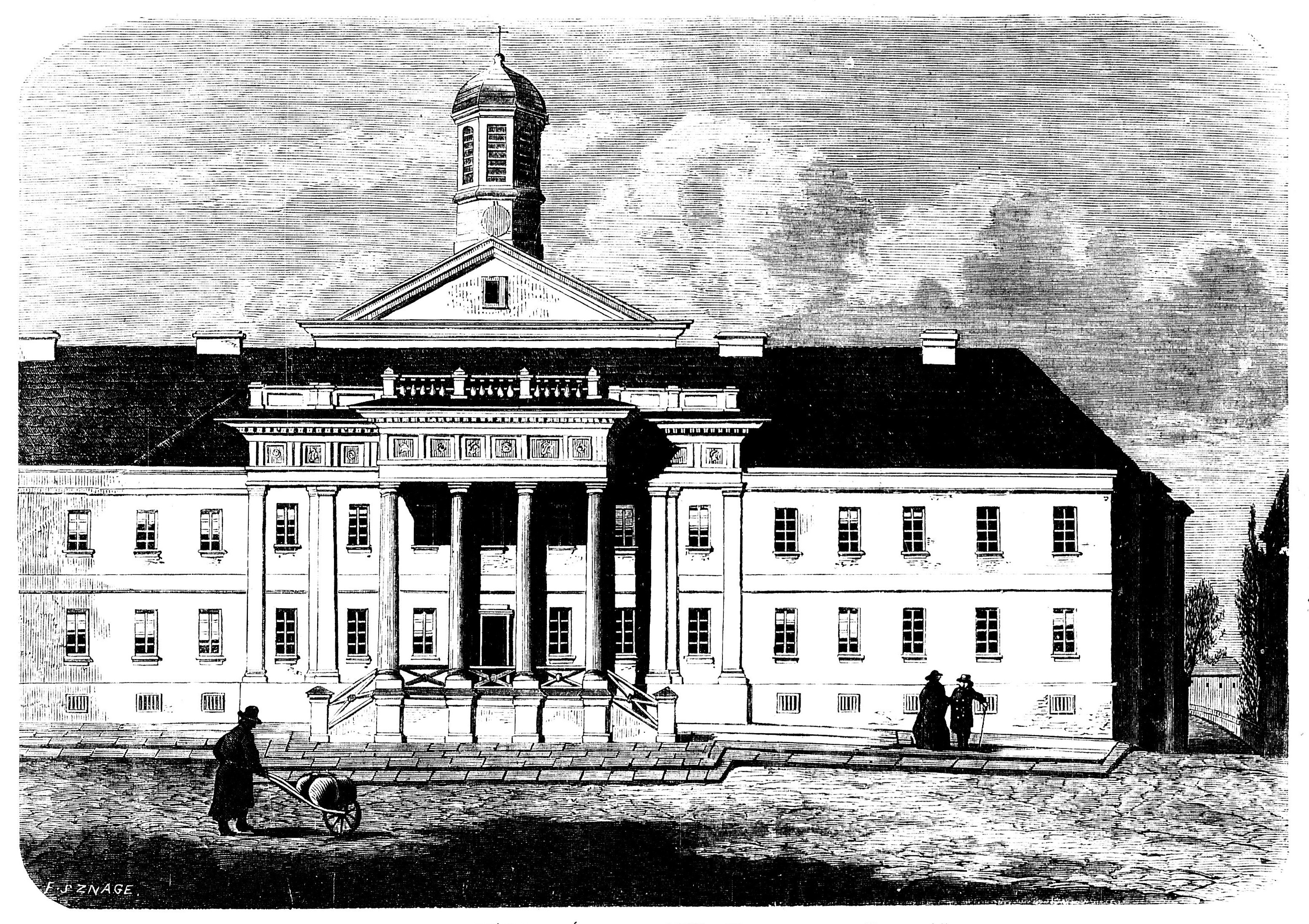
Kolegium Pijarów w 1864
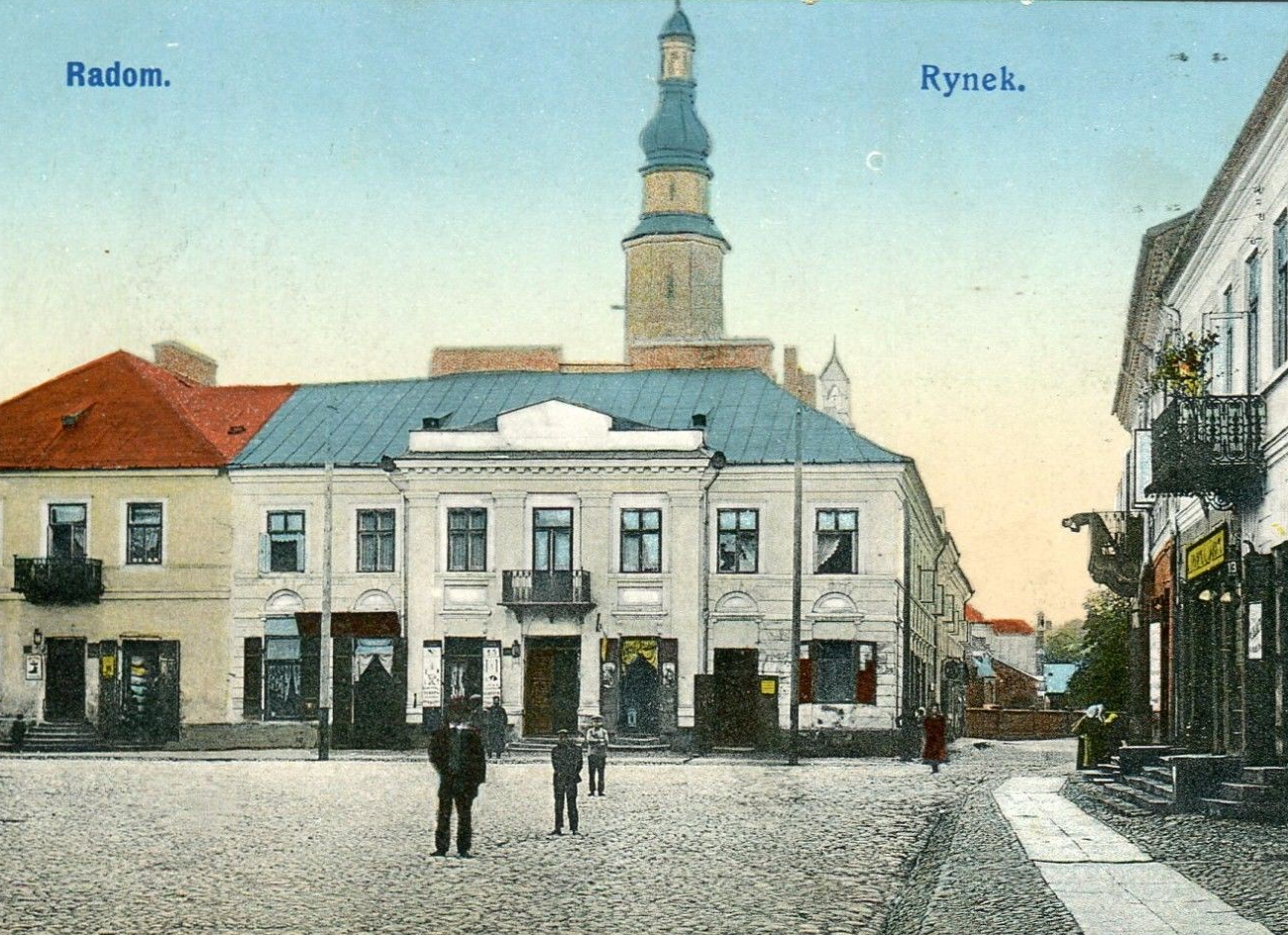
Kamienice Czarneckich i Deskurów (ok. 1890)
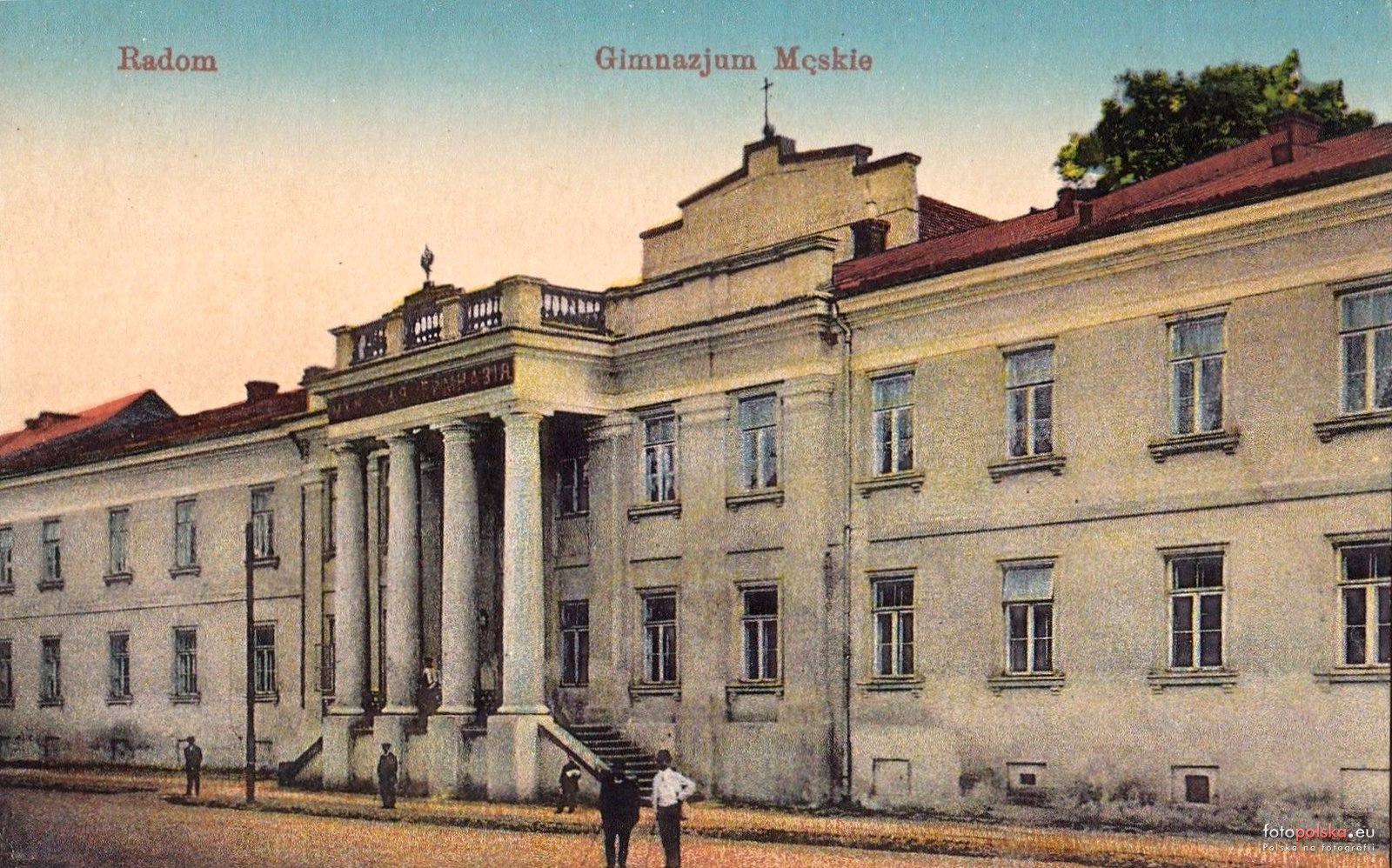
Budynek Kolegium Pijarów (1900)
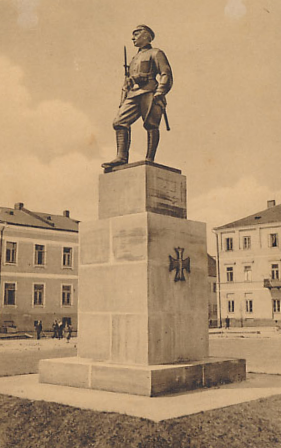
Pomnik Czynu Legionów (lata 30. XX w.)
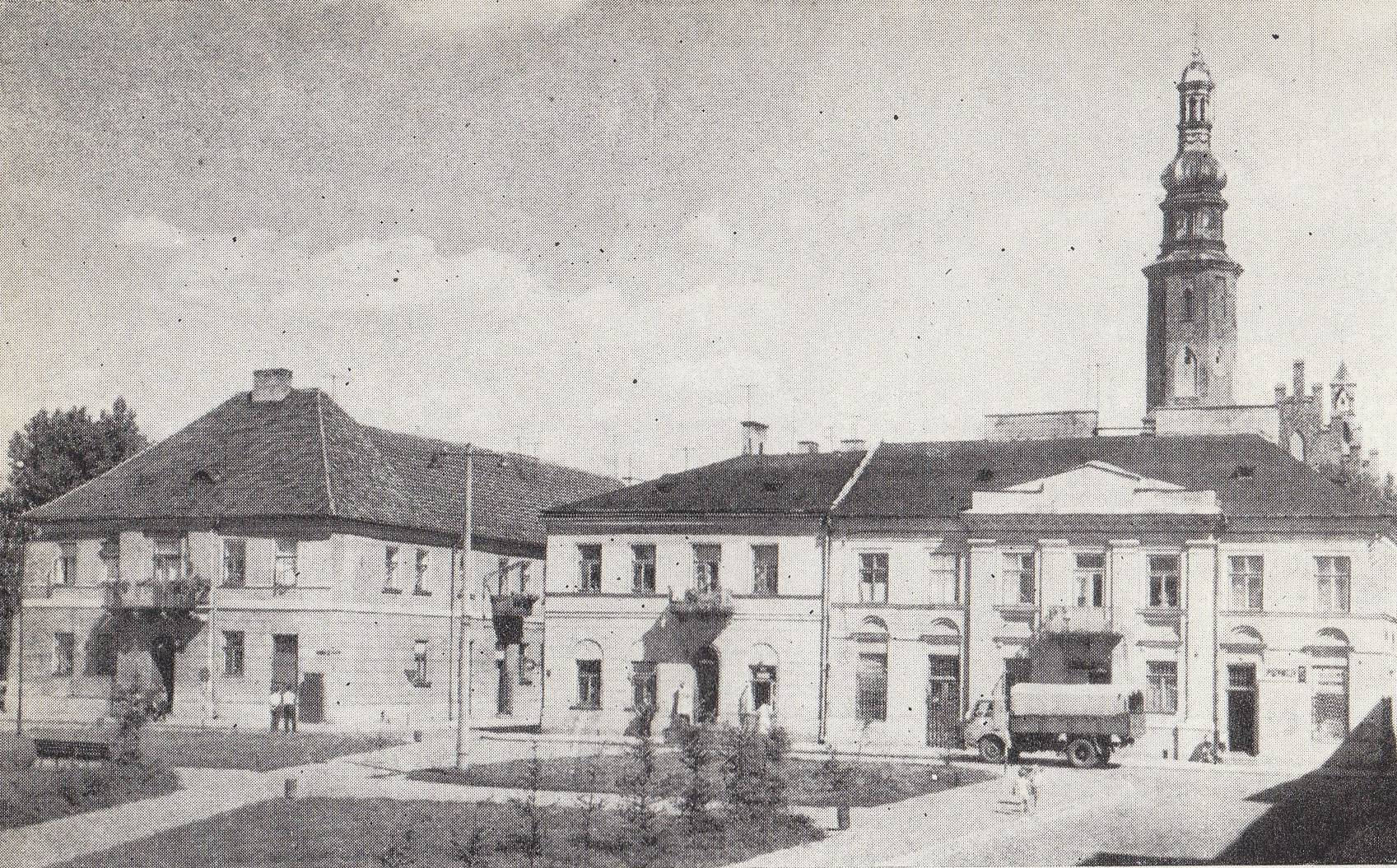
Wschodnia pierzeja (1975)
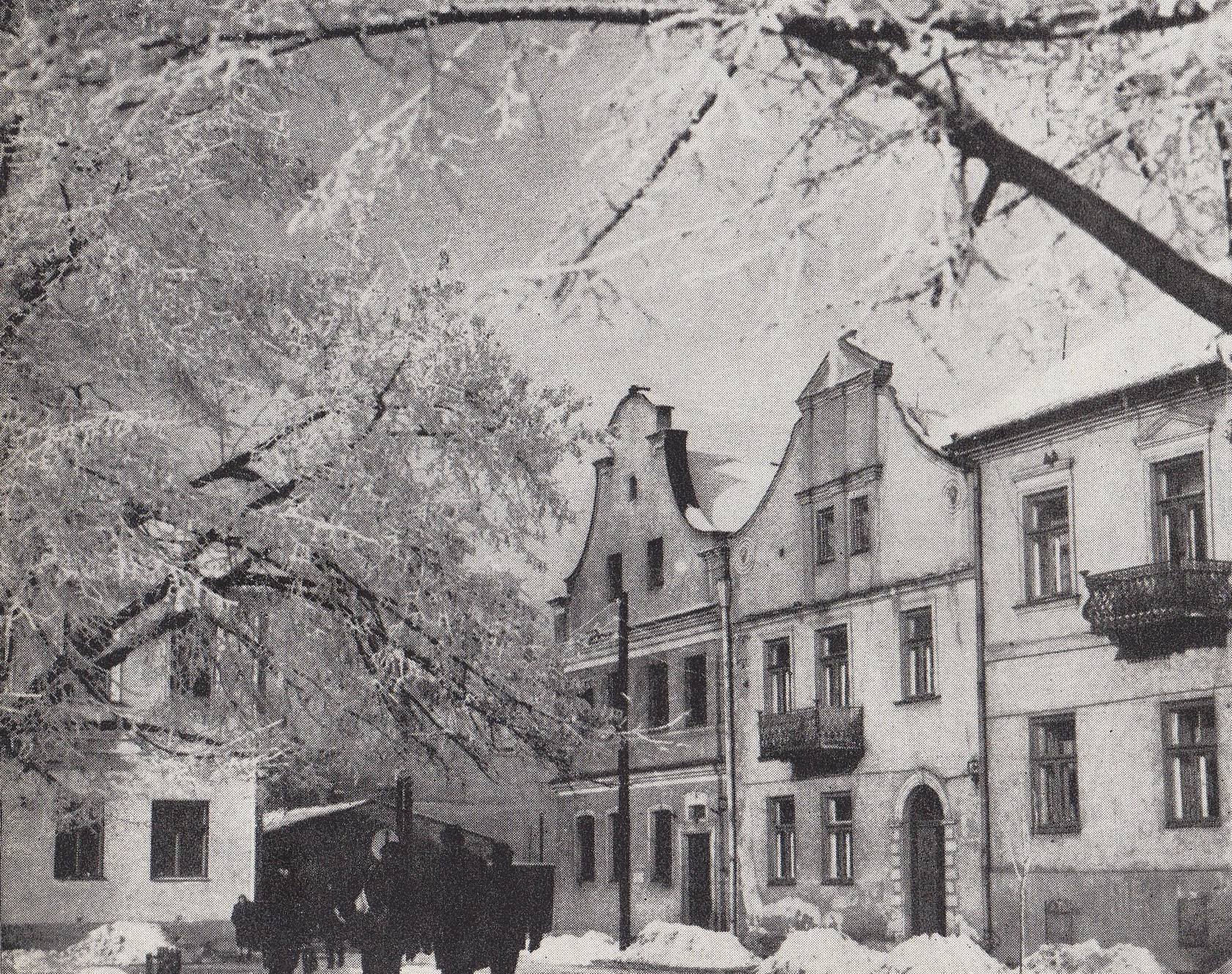
Kamienice Gąski i Esterki (1975)